# Heinrich Talmon Groß
Heinrich Talmon Groß (andere Schreibweisen: Talmon Gross, Talmon-Gross) (* 2. August 1882 in Neuhengstett ; † 20. Februar 1945 in KZ Dachau) war ein deutscher Gewerkschafter, SPD-Mitglied, Gemeinderat und Gegner des NS-Regimes aus Schorndorf.

## Leben

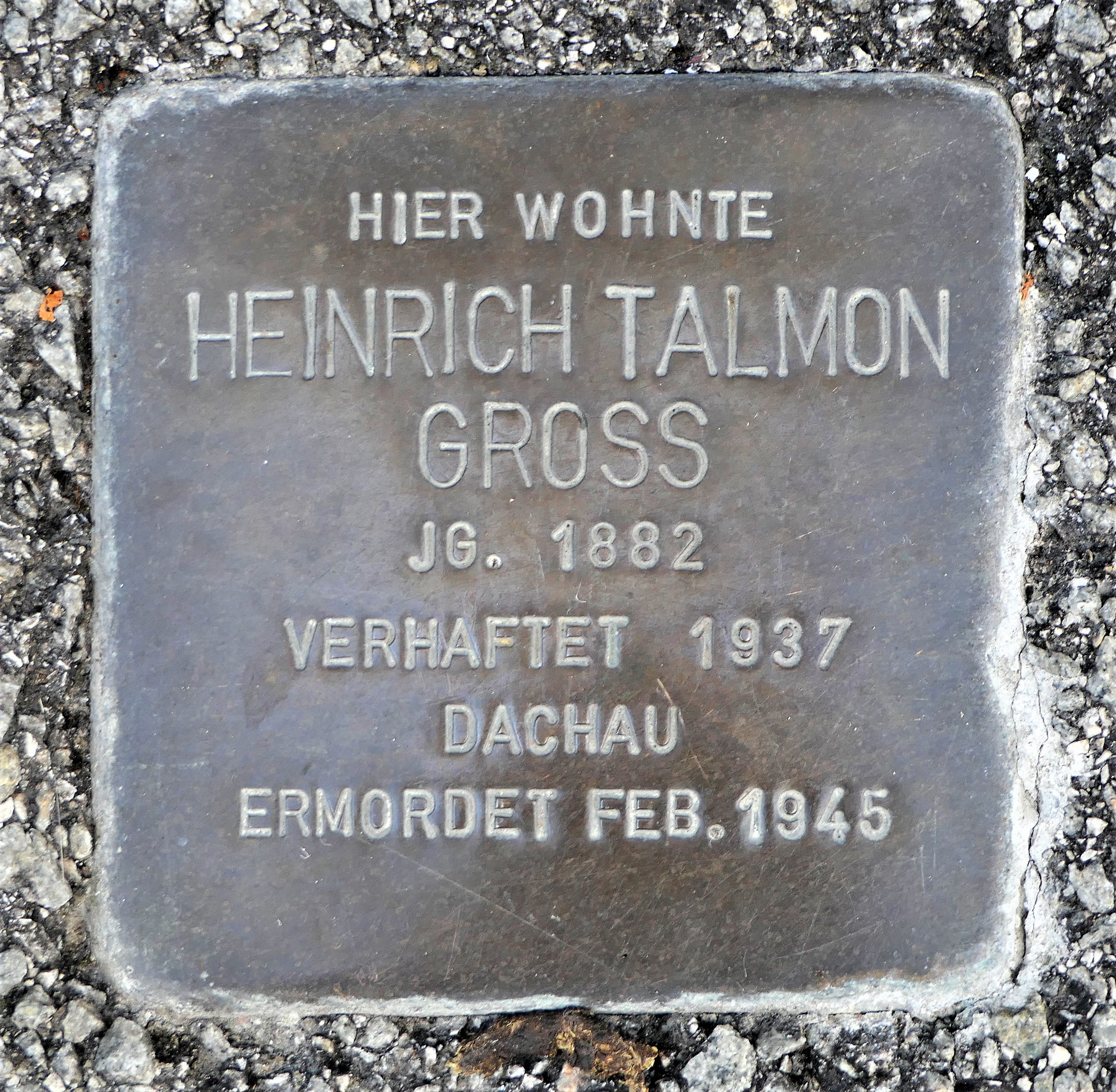
Stolperstein in der Neuen Straße 23, Schorndorf

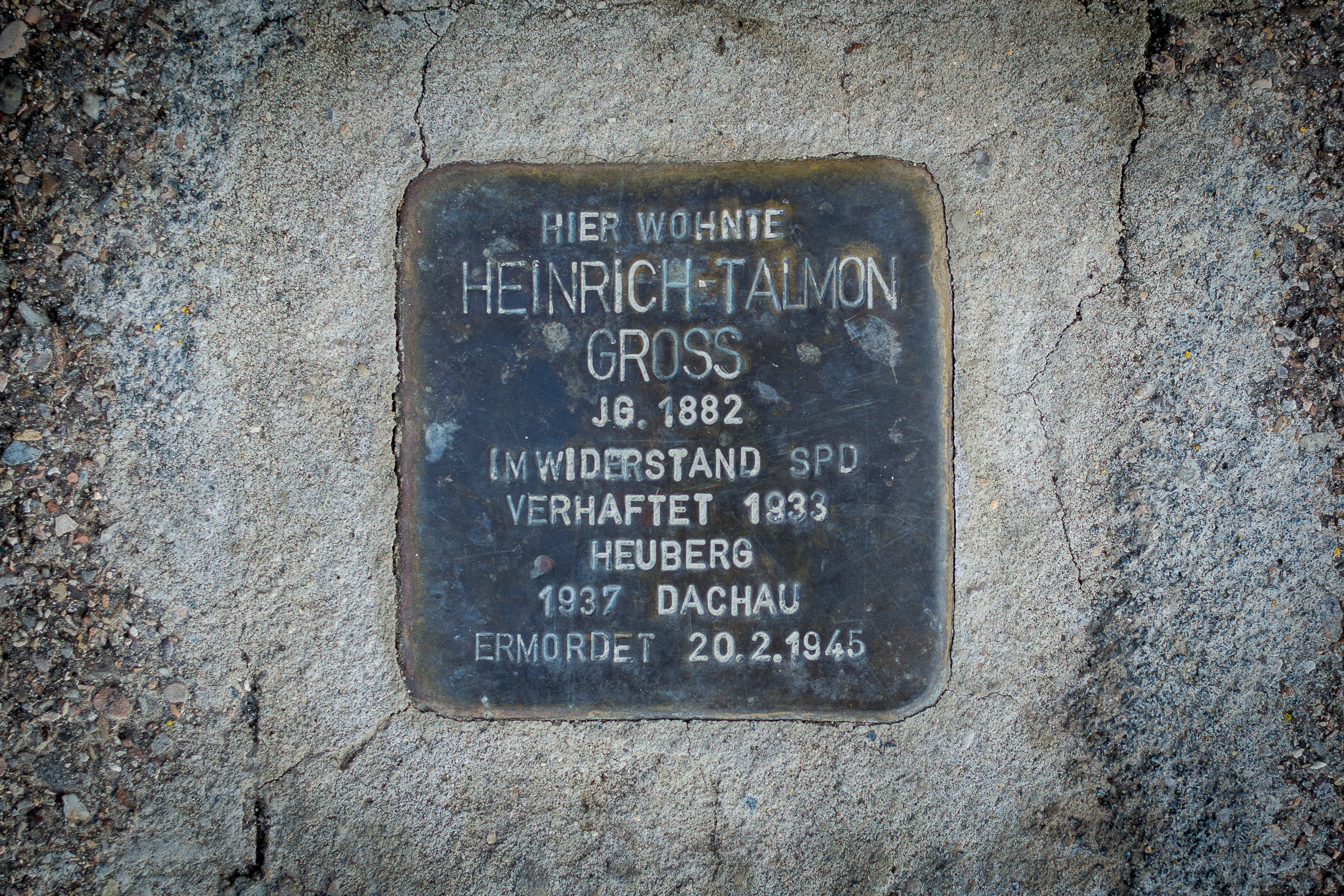
Stolperstein in der Schiessstr. 17 in Heidenheim

Heinrich Talmon Groß stammte aus einer Arbeiterfamilie, war von Beruf Zigarrenmacher und ließ sich 1901 in Schorndorf nieder. Bereits vor dem Ersten Weltkrieg trat er in die SPD ein und war Vorsitzender des Gesangsvereins „Frohsinn“. 1913 wurde Talmon Groß Vorsitzender der Vereinigten Gewerkschaften in Schorndorf und von August 1925 bis zum 2. September 1929 Mitglied des Schorndorfer Gemeinderats. In einer Gemeinderatssitzung zur Einweihung des neuen Hindenburgplatzes in Schorndorf (heute Tuller Platz) am 2. Oktober 1928 kritisierte er die vom Bürgermeister Jakob Raible vorgestellten Pläne für einen großen Festakt zu Ehren des Reichspräsidenten Hindenburg, da dieser Verbindungen zum republik- und demokratiefeindlichen Wehrverband Stahlhelm habe und kritisierte zudem, dass im Rathaussaal ein Bild Hindenburgs und General Ludendorffs hinge. Dies stellte für ihn eine Verherrlichung des Krieges dar, der im Grunde nichts anderes als Völkermord sei.
Vom 1. April 1921 bis zum 28. Februar 1933 war er hauptamtlicher Gewerkschaftssekretär des Deutschen Tabakarbeiterverbandes mit einem Büro in Stuttgart; er wurde 1929 nach Heidenheim versetzt und gab sein Amt als Gemeinderat auf. Unmittelbar nach dem Reichstagsbrand am 27. Februar 1933 wurde er von den Nationalsozialisten in „Schutzhaft“ genommen und zusammen mit Kurt Schumacher und Fritz Ulrich bis zum 19. Dezember 1933 im Lager Heuberg inhaftiert. Nach seiner Entlassung arbeitete er als Vertreter für Wäsche und als Zigarrenmacher.
Am 5. September 1936 wurde Talmon Groß in einer Miedelsbacher Gaststätte aufgrund einer Denunziation verhaftet. Er hatte zuvor in vertraulichen Gesprächen Hermann Göring als eigentlichen Brandstifter des Reichstages bezeichnet, kritisierte seine „Schutzhaft“ und hatte geäußert: „Das Dritte Reich wird sich schon noch zu Tode laufen.“ Wegen „Verleumdung“ wurde er zu 4 Monaten und 15 Tagen Gefängnis verurteilt, die er in der Justizvollzugsanstalt Rottenburg verbüßen musste.
Am 9. April 1937 verhaftete ihn die Gestapo erneut und verbrachte ihn ins KZ Dachau, wo er die Häftlingsnummer 12014/237 erhielt. Am 27. September 1939 wurde Talmon Groß ins KZ Mauthausen zur Zwangsarbeit überstellt und am 18. Februar 1940 ins KZ Dachau zurücküberstellt, wo er am 20. Februar 1945 aufgrund der unmenschlichen Haftbedingungen verstarb. In der Sterbeurkunde war angegeben, dass er im Krankenhaus verstorben sei; als Todesursache war „septisches Fieber“ vermerkt.

## Ehrungen
- Im August 1945 wurde die von den Nationalsozialisten in Sudetenstraße umbenannten Fabrikstraße in Schorndorf auf Initiative des Bürgermeister Gottlob Kamm in Heinrich-Talmon-Groß-Straße umbenannt.
- Am 3. Oktober 2009 wurde vor seinem Wohnhaus in der Neuen Straße 23 ein Stolperstein verlegt.[7]
- Am 10. September 2013 wurde ein weiterer Stolperstein in der Schießstraße 17 in Heidenheim an der Brenz verlegt.